# Euthysanius blaisdelli
Euthysanius blaisdelli is een keversoort uit de familie Cebrionidae. De wetenschappelijke naam van de soort is voor het eerst geldig gepubliceerd in 1926 door Tanner.